# ثيو بير
ثيو بير هو لاعب كرة قدم كندي في مركز الهجوم، ولد في 27 أغسطس 1999 في أوتاوا في كندا. شارك مع منتخب كندا تحت 20 سنة لكرة القدم ومنتخب كندا لكرة القدم. أما مع النوادي، فقد لعب مع فانكوفر وايتكابس.

## وصلات خارجية
- ثيو بير على موقع اتحاد النرويج (النرويجية)
- ثيو بير على موقع الدوري الأمريكي (الإنجليزية)
- ثيو بير على موقع قاعدة بيانات كرة القدم.إي يو (الإنجليزية)
- ثيو بير على موقع ناشيونال فوتبول تيمز (الإنجليزية)
- ثيو بير على موقع Soccerway.com (الإنجليزية)
- ثيو بير على موقع عالم كرة القدم.نت (الإنجليزية)